# Бурцев, Алексей Николаевич
Алексей Николаевич Бурцев (21 февраля 1919 — 21 декабря 1993) — советский военный деятель, генерал-майор, Герой Социалистического Труда.

## Биография
Родился 21 февраля 1919 года.
Окончил Новочеркасский индустриальный институт (1938), пехотное училище в г. Куйбышевка-Восточная (1942), Военную академию бронетанковых и механизированных войск (1949), Академические курсы Артиллерийской академии им. Ф. Э. Дзержинского (1952).
- Проходил службу на должностях:
  - техник, командир пулемётного взвода, заместитель командира пулемётной роты,
  - адъютант командира 34-й стрелковой дивизии (с 1943),
  - помощник начальника штаба дивизии (с 1943),
  - помощник начальника технического отдела корпуса (с 1949),
  - офицер бронетанковых и механизированных войск штаба Северо-Кавказского военного округа (с 1950).
- В ракетных частях (с 1952):
  - заместитель командира дивизиона, командира бригады по спецвооружению,
  - заместитель начальника Ростовского высшего артиллерийского инженерного училища (с 1961),
- заместитель командира отдельного ракетного корпуса по ракетному вооружению (с 1961).

Проходил службу в Главном управлении эксплуатации ракетного вооружения начальником управления (с 1968), а затем был начальником управления по снабжению.
Умер в Москве 21 декабря 1993 года. Похоронен на Хованском кладбище.

## Награды
- Герой Социалистического Труда (29 августа 1969).
- Орден Ленина
- Орден Отечественной войны (1985)
- Орден Красной Звезды (1954)
- Медали